# Mackenzie Brown
Mackenzie Brown (ur. 14 marca 1995) – amerykańska łuczniczka, mistrzyni Ameryk, dwukrotna olimpijka.

## Wyniki
| Impreza                     | Rok   | Miejsce       | Konkurencja   | Pozycja |                      |      |                |               |     |
| --------------------------- | ----- | ------------- | ------------- | ------- | -------------------- | ---- | -------------- | ------------- | --- |
| Impreza                     | Rok   | Miejsce       | Konkurencja   | Pozycja | Igrzyska olimpijskie | 2016 | Rio de Janeiro | indywidualnie | 17. |
| 2020                        | Tokio | indywidualnie | 4.            |         | Igrzyska olimpijskie |      |                |               |     |
| 2020                        | Tokio | drużynowo     | 8.            |         | Igrzyska olimpijskie |      |                |               |     |
| 2020                        | Tokio | mikst         | 9.            |         | Igrzyska olimpijskie |      |                |               |     |
| Mistrzostwa świata          | 2017  | Meksyk        | indywidualnie | 4.      |                      |      |                |               |     |
| Mistrzostwa świata          | 2017  | Meksyk        | drużynowo     | 20.     |                      |      |                |               |     |
| Mistrzostwa świata          | 2017  | Meksyk        | mikst         | 5.      |                      |      |                |               |     |
| Mistrzostwa Panamerykańskie | 2018  | Medellin      | indywidualnie | srebro  |                      |      |                |               |     |
| Mistrzostwa Panamerykańskie | 2018  | Medellin      | drużynowo     | złoto   |                      |      |                |               |     |
| Mistrzostwa Panamerykańskie | 2018  | Medellin      | mikst         | złoto   |                      |      |                |               |     |